# Джонатан Грінінг
Джонатан Грінінг (англ. Jonathan Greening, нар. 2 січня 1979, Скарборо) — англійський футболіст. Зазвичай виступав на позиції лівого атакуючого півзахисника, але міг зіграти і в центрі півзахисту.
Почав кар'єру в клубі «Йорк Сіті». У 1998 році перейшов в «Манчестер Юнайтед», з яким виграв Лігу чемпіонів. У 2001 році покинув «Юнайтед» і разом з асистентом Алекса Фергюсона Стівом Маклареном перейшов в «Мідлсбро». Викликався в основну збірну Англії, але не зіграв жодного матчу. У 2004 році перейшов в «Вест-Бромвіч Альбіон» за £1,25 млн. У 2008 році був капітаном «Вест Бромвіча», який посів перше місце у Чемпіонаті Футбольної ліги і повернувся в Прем'єр-лігу. Влітку 2009 року перейшов в «Фулгем» на правах оренди, а через рік відбувся повноцінний трансфер. В подальшому грав у нижчолігових англійських клубах аж до завершення кар'єри у 2017 році.

## Клубна кар'єра

### Ранні роки
Народився 2 січня 1979 року в місті Скарборо, Північний Йоркшир. У віці 15 років вступив у школу клубу «Йорк Сіті». В кінці сезону 1996/97 він почав виступати за основний склад клубу, дебютував виходом на заміну 22 березня 1997 року в матчі з «Борнмутом». Всього в рідній команді провів півтора сезони, взявши участь у 26 матчах чемпіонату.

### «Манчестер Юнайтед»
У лютому 1998 року Грінінг пройшов перегляд у «Манчестер Юнайтед», а 25 березня підписав контракт з клубом. Вартість його трансферу склала £500 000, причому вона могла зрости до £2 млн залежно від виступів гравця. Грінінг, який виступав на позиції атакуючого півзахисника, не зміг стати гравцем основного складу через високу конкуренцію. У 1999 році він потрапив до заявки «Манчестер Юнайтед» на фінал Ліги чемпіонів, але провів весь матч на лаві запасних. Він не провів в цьому розіграші Ліги чемпіонів жодного матчу, проте отримав медаль переможця турніру за перебування на лавці в фіналі, і згодом зізнався, що відчував себе при цьому «шахраєм». В іншому переможному для «Юнайтед» турнірі в сезоні 1998/99, Кубку Англії, Грінінг зіграв, вийшовши на заміну в матчі п'ятого раунду проти «Фулгема».

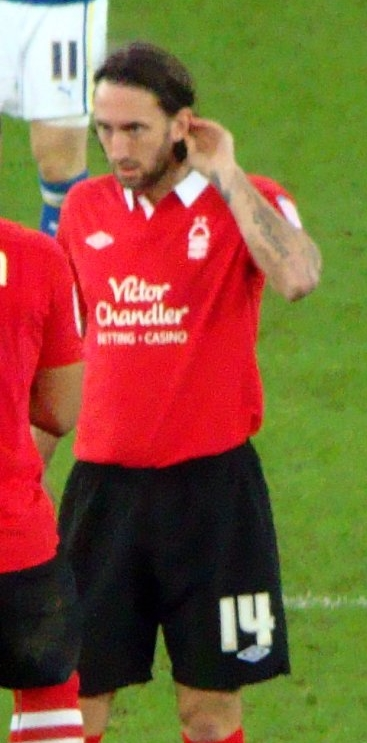
Грінінг під час виступів за «Ноттінгем Форест». 2011 рік.

По завершенні сезону 1999/00 Грінінг підписав новий контракт з «Юнайтед», але потім вирішив залишити команду через нестачу ігрової практики і бажання регулярно грати у футбол.

### «Мідлсбро»
Влітку 2001 року Грінінг перейшов в «Мідлсбро» разом з іншим гравцем «Манчестер Юнайтед» Марком Вілсоном і з асистентом Алекса Фергюсона Стівом Маклареном, призначеним на посаду головного тренера «Мідлсбро»". Грінінг провів за клуб три сезони. У сезоні 2002/03 визнавався гравцем року в «Мідлсбро». У 2002 році викликався в збірну Англії, але не виходив на поле. Також Грінінг входив до складу «Медлсбро», що виграла Кубок Ліги у 2004 році, незважаючи на те, що він не зіграв у фіналі.

### «Вест Бромвіч Альбіон»
Влітку 2004 року Грінінг перейшов у «Вест Бромвіч Альбіон» за £1,25 млн. 14 серпня 2004 року він дебютував за «дроздів» у матчі проти «Блекберн Роверс» в першому турі Прем'єр-ліги. Він відразу став гравцем основного складу клубу і допоміг своїй команді залишитись у Прем'єр-лізі. У три перших роки в клубі він провів за «Вест Бромвіч» 125 матчів, з них лише у семи зустрічах виходячи на заміну.
Влітку 2007 року Грінінг продовжив свій контракт з клубом. У сезоні 2007/08 він був капітаном «Вест Бромвіча», провівши за клуб 46 матчів у Чемпіонаті Футбольної ліги і 8 з 9 матчів у Кубку Англії. «Вест Бромвіч» дійшов у цьому сезоні до півфіналу Кубка Англії, в якому поступився «Портсмуту», майбутньому володарю кубка, з рахунком 1:0. Через місяць «дрозди» святкували свою перемогу в Чемпіонаті Футбольної ліги і повернення в Прем'єр-лігу. Грінінг був включений в «команду року» Чемпіонату Футбольної ліги за версією ПФА. В останні два місяці сезону у Грінінга загострилася проблема з грижею, але він дограв сезон, після чого йому була проведена операція.
В кінці сезону 2008/09 Грінінг заявив, що він збирається продовжити контракт з «дроздами». Йому був запропонований чотирирічний контракт, але замість цього в липні він зажадав виставити себе на трансфер. Після цього «Вест Бромвіч» відкинув «сміховинну» трансферну пропозицію від «Фулгема».

### «Фулгем»
Тим не менш, в серпні 2009 року Грінінг перейшов у «Фулгем» на правах оренди строком на один сезон з можливістю повноцінного трансферу по закінченні терміну оренди. 3 лютого в матчі проти «Портсмута» Грінінг забив свій перший гол за «дачників».
1 липня 2010 року Грінінг підписав з «Фулгемом» дворічний контракт.

### «Ноттінгем Форест»

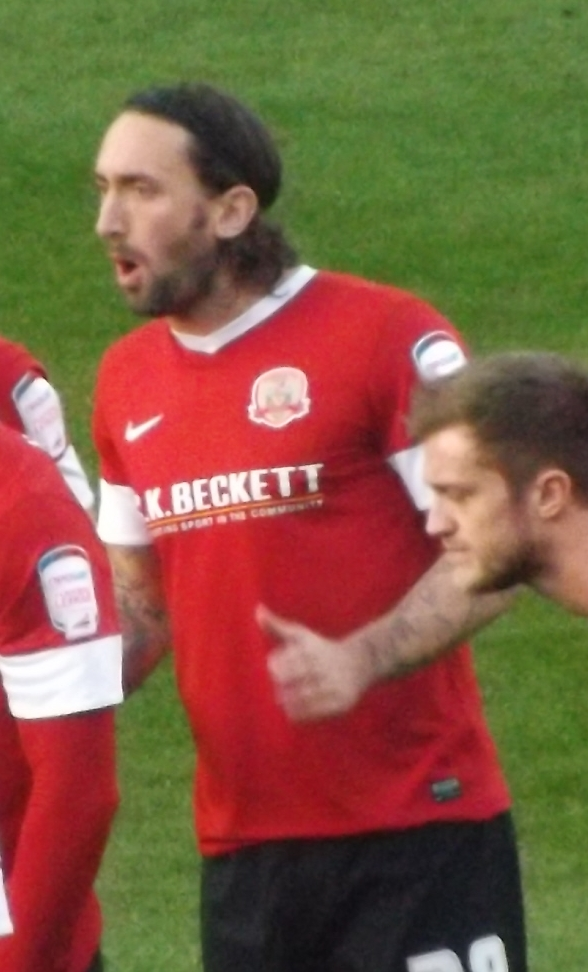
Грінінг під час виступів за «Барнслі». 2012 рік.

18 липня 2011 року Грінінг підписав трирічний контракт з клубом «Ноттінгем Форест», повторно об'єднавшись з менеджером Стівом Маклареном після спільної роботи з ним у «Манчестер Юнайтед» і «Мідлсбро». Всього провів за «лісників» 3 роки, зігравши 49 матчів у Чемспіоншипі. Також 2012 року недовго пограв на правах оренди за «Барнслі». Покинув клуб Грінінг у травні 2014 року

### Завершення кар'єри і тренерська робота
19 вересня 2014 року став гравцем «Тадкастер Альбіон», клубу дев'ятого дивізіоні Англії, де грав його молодший брат Джош.
У листопаді 2015 року повернувся в клуб «Йорк Сіті» як тренер, але потім був заявлений як футболіст, зігравши лише 3 матчі, після чого повернувся в «Тадкастер Альбіон». Завершив ігрову кар'єру у цьому клубі у 2017 році.

## Виступи за збірну
Протягом 1999—2002 років залучався до складу молодіжної збірної Англії, у складі якої був учасником молодіжного чемпіонату Європи 2002 року, де зіграв в одному матчі проти португальців, а його збірна зайняла останнє місце у групі. На молодіжному рівні зіграв у 17 офіційних матчах, забив 3 голи.
Згодом викликався до національної збірної головним тренером Свеном-Йораном Еріксоном, проте у її складі так і не дебютував.

## Досягнення
- Переможець Ліги чемпіонів УЄФА: 1998-99
- Володар Кубка Футбольної ліги: 2003-04

### Індивідуальні
- Найкращий гравець року в «Вест-Бромвіч Альбіон»: 2005-06